# Brocchinia paniculata
Brocchinia paniculata es una especie del género Brocchinia. Esta especie es nativa de Venezuela, Brasil y Colombia.

## Taxonomía
Brocchinia paniculata fue descrito por Schult. & Schult.f.  y publicado en Systema Vegetabilium 7(2): 1250. 1830.
Etimología
Brocchinia: nombre genérico que fue otorgado en honor del naturalista italiano Giovanni Battista Brocchi.
paniculata: epíteto latino que significa "con panícula".
Sinonimia
- Pitcairnia brocchinia D.Dietr.